# Hôtel de ville de Toruń

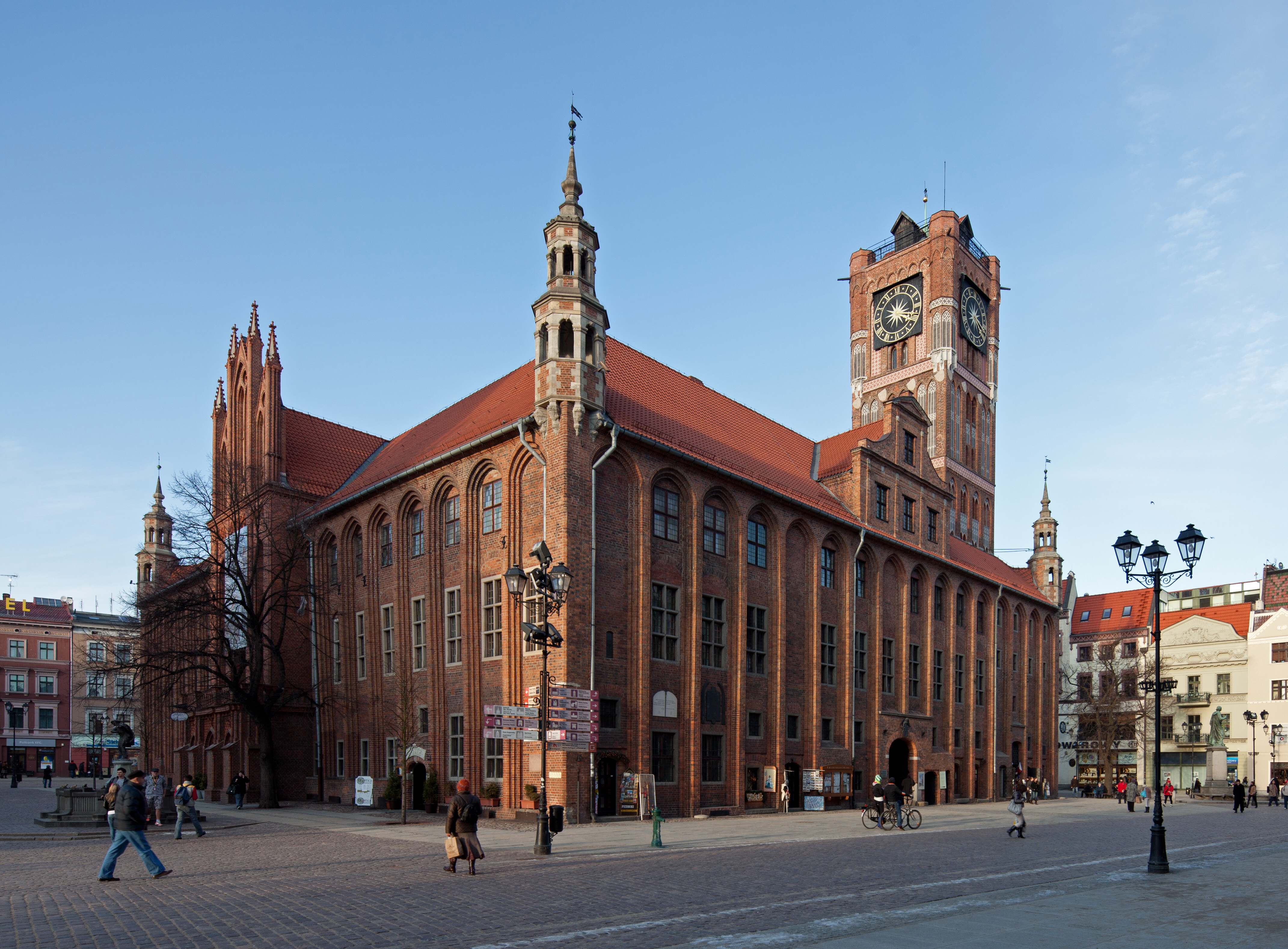
Hôtel de ville de Toruń

L'hôtel de ville de Toruń est un bâtiment d'architecture gothique en brique situé dans la vieille ville de Toruń en Pologne.
Un premier bâtiment a été construit au cours du XIIIe siècle, il comprenait des fonctions administratives et commerciales. Au cours du XIVe siècle, un autre bâtiment fut ajouté pour atteindre une dimension de 43,7 mètres sur 52,4 mètres. Sa tour, à la base de 23 m, fut agrandie pour atteindre 40 m, hauteur qu’elle a toujours actuellement. L'ensemble est un des plus grands exemples de l'architecture civile de style gothique baltique en brique rouge. Au Moyen Âge il s'agissait à la fois d'un bâtiment administratif à l'étage, et d'un centre commercial au rez-de-chaussée et dans les cours intérieures, sur le modèle des monuments communaux flamands (par exemple à Ypres). Ce type d'architecture s'est répandue dans les villes commerçantes de la ligue hanséatique. Au début du XVIIe siècle, les autorités municipales décidèrent de l’agrandir et modifier encore une fois, ce qui se fit avec l’architecte flamand Antoni van Obberghen. L'aspect extérieur ne reçut que peu de modification et conserva son aspect gothique, mais l’intérieur fut complètement refait et décoré dans le style maniériste. 
Il fut attaqué en 1703 par la marine Suédoise et fut sévèrement endommagé. Sa reconstruction prit plusieurs années.

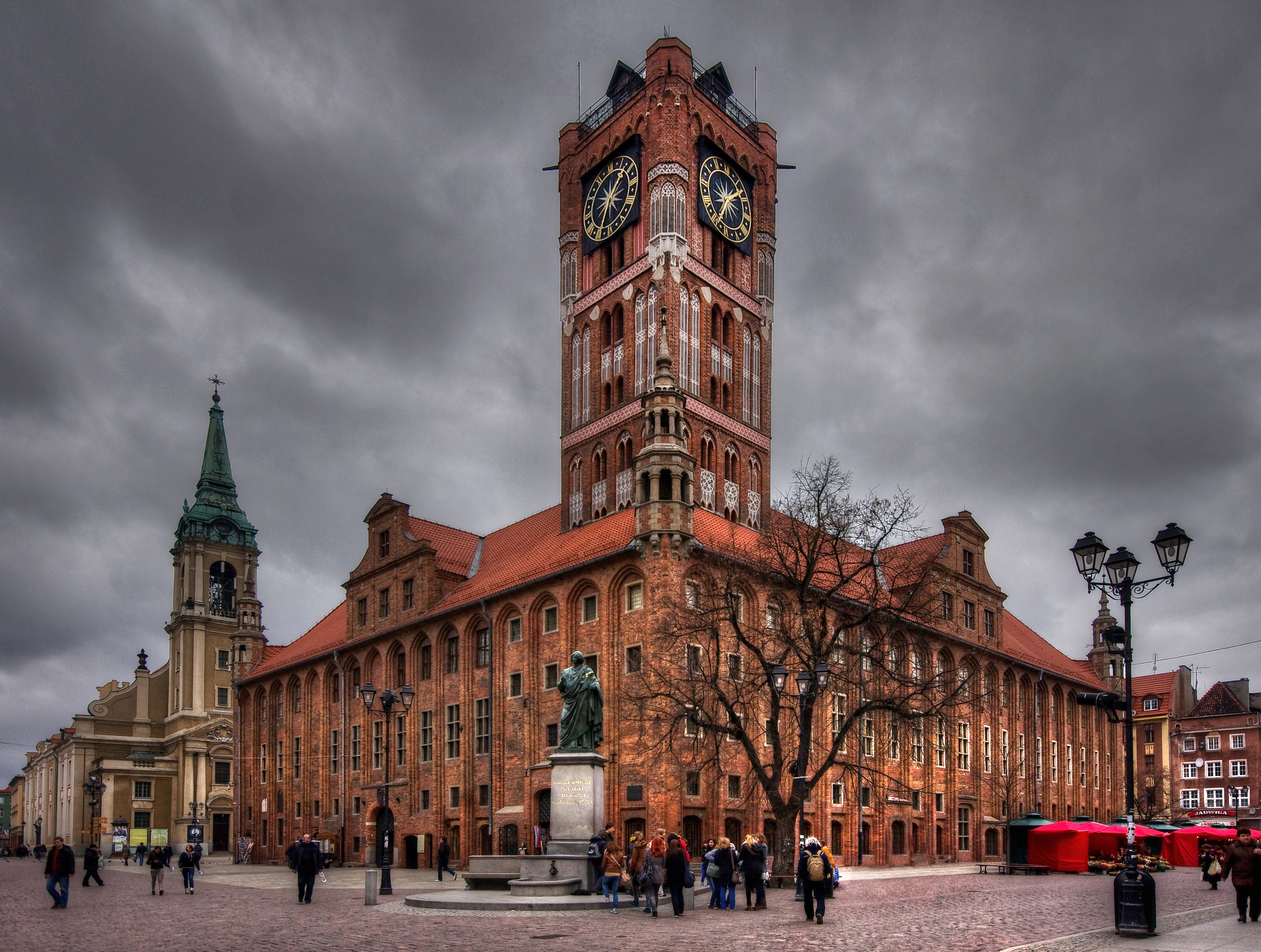
La tour de l'hôtel de ville.

Depuis la Seconde Guerre mondiale, il abrite un musée régional (Muzeum Okregowego), qui regroupe des œuvres d’art gothiques.

## Sources
Site municipal de la ville de Toruń